# Patrice Talon
Patrice Talon (Uidá, 1 de maio de 1958) é um empresário e político do Benim, atual presidente de seu país desde 2016, que assumiu o cargo após a sua vitória nas eleições presidenciais.
Talon é de origem fon e nasceu em Uidá. Ele descende de comerciantes de escravos. Seu pai era de Uidá e sua mãe era de uma família Guedebê em Abomei. Ele obteve um bacharelado em Dakar, Senegal. Depois de obter uma nota "C" em seu bacharelado em estudos de ciências na Universidade de Dakar, ele foi transferido para a Escola Nacional de Aviação Civil em Paris. Com o sonho de se tornar piloto, Talon falhou em um exame médico e esse sonho se tornou uma impossibilidade.